# Florian Flabb
Florian Flabb (* 4. Dezember 1992 in Düsseldorf) ist ein deutscher Basketballtrainer.

## Werdegang
Als Spieler stand Flabb unter anderem in Diensten der Köln 99ers sowie der Giants Düsseldorf. Er erlangte einen Hochschulabschluss im Bereich Sportmanagement.
Als Trainer betreute Flabb bei der SG ART Giants Düsseldorf von 2017 bis 2020 die U16-Nachwuchsmannschaft in der Jugend-Basketball-Bundesliga sowie zusätzlich die zweite Herrenmannschaft in der 2. Regionalliga. 2019 begann er die von der Basketball-Bundesliga durchgeführte Nachwuchstrainerausbildung, welche er im Jahr 2022 abschloss. In der Saison 2020/21 war Flabb beim selben Verein Cheftrainer der Mannschaft in der höchsten deutschen Jugendleistungsspielklasse Nachwuchs-Basketball-Bundesliga und gleichzeitig in Düsseldorfs Herrenmannschaft in der 2. Bundesliga ProB Assistenztrainer. Neben seinen Aufgaben im Verein betätigte sich Flabb ebenfalls beim Deutschen Basketball-Bund, war Betreuer der U20-Nationalmannschaft, welche bei der Europameisterschaft in Tel Aviv Bronze gewann. Im Jahr 2021 fungierte Flabb als Assistenztrainer der U18-Nationalmannschaft beim FIBA-Challenger-Turnier in Skopje, dort belegte man den dritten Platz.
Im April 2021 wurde Flabb zum Cheftrainer der Düsseldorfer Mannschaft befördert. Flabb führte die Mannschaft in der Hauptrunde der Saison 2021/22 auf den dritten Platz in der Abschlusstabelle sowie anschließend in die Finalspiele, womit Düsseldorf sportlicher Aufsteiger in die zweithöchste Spielklasse Deutschlands, 2. Bundesliga ProA, wurde. Das erste Endspiel wurde in eigener Halle 79:75 gegen die Dresden Titans gewonnen, jedoch verlor man das Rückspiel in Dresden 71:86 und beendete die Saison 2021/22 als Vizemeister. In der Saison 2022/23 führte er die Düsseldorfer zum Verbleib in der 2. Bundesliga ProA. Als Liganeuling wies man als 16. der Abschlusstabelle zwölf Siege und 22 Niederlagen auf. Ende Dezember 2023 gaben die Düsseldorfer die Trennung von Flabb bekannt. Im vorherigen Verlauf des Spieljahres 2023/24 hatte die Mannschaft unter Flabbs Führung fünf Siege sowie neun Niederlage erreicht und stand auf dem 14. Tabellenplatz der 2. Bundesliga ProA.
Im Sommer 2024 wurde er als Co-Trainer Mitglied des Stabes der deutschen U20-Nationalmannschaft. Im Juni 2024 gab Drittligist OrangeAcademy Flabbs Verpflichtung bekannt.
In der Saison 2024/25 betreute Flabb als Head Coach sowohl das ProB-Team der OrangeAcademy in der 2. Basketball-Bundesliga als auch das NBBL-Team von Ratiopharm Ulm. Mit dem jüngsten Kader der Liga erreichte die Mannschaft in der ProB die Playoffs. In der NBBL wurde er zum „Coach of the Year“ gewählt. Das Team beendete die Saison als deutscher Vizemeister mit einer Bilanz von 19 Siegen und 2 Niederlagen. Beim Adidas Next Generation Tournament der Euroleague erreichte die Mannschaft den dritten Platz.